# Fußball-Weltmeisterschaft 2010/Nordkorea

## Qualifikation
Die Mannschaft qualifizierte sich über die Qualifikationsspiele der AFC, der Qualifikationsspiele des asiatischen Fußballverbandes, für die Weltmeisterschaft in Südafrika.
Dabei begann Nordkorea gleich in der ersten Qualifikationsrunde, wo es gegen die Mongolei mit einem Gesamtscore von 9:2 aus Hin- und Rückspiel weiter kam.
Da von den 19 Siegern der ersten Qualifikationsrunde nur die acht nach der asiatischen Rangliste am schlechtesten platzierten Teams in die zweite Runde kamen, stieg Nordkorea sofort in die dritte Qualifikationsrunde auf, wo es in der Gruppe 3 auf Südkorea, Jordanien und Turkmenistan traf. Als Gruppenzweiter hinter Südkorea feierten die Nordkoreaner den Einzug in die vierte Runde.
Im Vorfeld des Spieles Nordkorea gegen Südkorea am 26. März 2008 kam es zu Streitigkeiten, da sich der nordkoreanische Fußballverband weigerte, die südkoreanische Nationalhymne zu spielen und die südkoreanische Landesflagge zu hissen. Die Begegnung der beiden Mannschaften wurde deshalb an einen neutralen Ort (Shanghai in China) verlegt und fand wie geplant am 26. März statt. Auch in der vierten Runde, als Südkorea am 10. September in der nordkoreanischen Hauptstadt auf Nordkorea treffen sollte, wurde die Partie aufgrund der angespannten Lage zwischen den beiden Ländern nach Shanghai verlegt.
In der vierten Qualifikationsrunde, der nächsten Gruppenphase, traf Nordkorea in der Gruppe 2 auf Südkorea, Saudi-Arabien, den Iran und die Vereinigten Arabischen Emirate und qualifizierte sich am Ende, auf dem zweiten Platz hinter Südkorea rangierend, für die Weltmeisterschaft.

### Erste Runde
21. Oktober 2007:
Mongolei – Nordkorea 1:4 (0:3)
28. Oktober 2007:
Nordkorea – Mongolei 5:1 (3:1)

### Dritte Runde
6. Februar 2008:
Jordanien – Nordkorea 0:1 (0:1)
26. März 2008:
Nordkorea – Südkorea  0:0
2. Juni 2008:
Turkmenistan – Nordkorea 0:0
7. Juni 2008:
Nordkorea – Turkmenistan 1:0 (0:0)
14. Juni 2008:
Nordkorea – Jordanien 2:0 (1:0)
22. Juni 2008:
Südkorea – Nordkorea 0:0

### Vierte Runde
6. September 2008:
VAE – Nordkorea 1:2 (0:0)
10. September 2008:
Nordkorea – Südkorea 1:1 (0:0)
15. Oktober 2008:
Iran – Nordkorea 2:1 (1:0)
11. Februar 2009:
Nordkorea – Saudi-Arabien 1:0 (1:0)
28. März 2009:
Nordkorea – VAE 2:0 (0:0)
1. April 2009:
Südkorea – Nordkorea 1:0 (0:0)
6. Juni 2009:
Nordkorea – Iran 0:0
17. Juni 2009:
Saudi-Arabien – Nordkorea 0:0

## Aufgebot
Der Stürmer Kim Myong-Won wurde als Torwart nominiert. Trainer Kim versuchte dadurch die FIFA auszutricksen und anstelle des in der Regel überflüssigen dritten Torwarts einen zusätzlichen Stürmer mitzunehmen. Der Kniff ging nach hinten los, denn ein Spieler, der als Torwart nominiert wurde, darf nach den WM-Statuten auch nur als Torwart eingesetzt werden. Nordkorea hatte somit nicht einen zusätzlichen Stürmer im Kader, sondern bloß keinen richtigen dritten Torwart. 
| Nummer / Name | Nummer / Name | Verein vor WM-Beginn    | Geburtstag | Sp.      | Tor      | Rot      | G/R      | Gelb     |
| Torhüter      | Torhüter      | Torhüter                | Torhüter   | Torhüter | Torhüter | Torhüter | Torhüter | Torhüter |
| ------------- | ------------- | ----------------------- | ---------- | -------- | -------- | -------- | -------- | -------- |
| 18            | Kim Myong-gil | Sportgruppe Amrokgang   | 16.10.1984 | 0        | 0        | 0        | 0        | 0        |
| 20            | Kim Myong-won | Sportgruppe Amrokgang   | 15.07.1983 | 0        | 0        | 0        | 0        | 0        |
| 01            | Ri Myong-guk  | Sportgruppe Pjöngjang   | 09.09.1986 | 3        | 0        | 0        | 0        | 0        |
| Abwehr        |               |                         |            |          |          |          |          |          |
| 02            | Cha Jong-hyok | Sportgruppe Amrokgang   | 25.09.1985 | 3        | 0        | 0        | 0        | 0        |
| 08            | Ji Yun-nam    | Sportgruppe 25. April   | 20.11.1976 | 3        | 1        | 0        | 0        | 0        |
| 16            | Nam Song-chol | Sportgruppe 25. April   | 07.05.1982 | 1        | 0        | 0        | 0        | 0        |
| 13            | Pak Chol-jin  | Sportgruppe Amrokgang   | 05.09.1985 | 3        | 0        | 0        | 0        | 1        |
| 14            | Pak Nam-chol  | Sportgruppe Amrokgang   | 03.10.1988 | 0        | 0        | 0        | 0        | 0        |
| 03            | Ri Jun-il     | Sportgruppe Sobaeksu    | 24.08.1987 | 3        | 0        | 0        | 0        | 0        |
| 05            | Ri Kwang-chon | Sportgruppe 25. April   | 04.09.1985 | 3        | 0        | 0        | 0        | 0        |
| 21            | Ri Kwang-hyok | Sportgruppe Kyonggongop | 17.08.1987 | 0        | 0        | 0        | 0        | 0        |
| Mittelfeld    |               |                         |            |          |          |          |          |          |
| 17            | Ahn Young-hak | Ōmiya Ardija (JPN)      | 25.10.1978 | 3        | 0        | 0        | 0        | 0        |
| 06            | Kim Kum-il    | Sportgruppe 25. April   | 10.10.1987 | 2        | 0        | 0        | 0        | 0        |
| 22            | Kim Kyong-il  | Sportgruppe Rimyongsu   | 11.12.1988 | 0        | 0        | 0        | 0        | 0        |
| 15            | Kim Yong-jun  | Sportgruppe Pjöngjang   | 19.07.1983 | 1        | 0        | 0        | 0        | 0        |
| 11            | Mun In-guk    | Sportgruppe 25. April   | 29.09.1978 | 3        | 0        | 0        | 0        | 0        |
| 04            | Pak Nam-chol  | Sportgruppe 25. April   | 02.07.1985 | 3        | 0        | 0        | 0        | 0        |
| 23            | Pak Sung-hyok | Sportgruppe Sobaeksu    | 30.05.1990 | 0        | 0        | 0        | 0        | 0        |
| 19            | Ri Chol-myong | Sportgruppe Pjöngjang   | 18.02.1988 | 0        | 0        | 0        | 0        | 0        |
| Angriff       |               |                         |            |          |          |          |          |          |
| 07            | An Chol-hyok  | Sportgruppe Rimyongsu   | 27.06.1987 | 0        | 0        | 0        | 0        | 0        |
| 12            | Choe Kum-chol | Sportgruppe 25. April   | 09.02.1987 | 1        | 0        | 0        | 0        | 0        |
| 10            | Hong Yong-jo  | FK Rostow (RUS)         | 22.05.1982 | 3        | 0        | 0        | 0        | 1        |
| 09            | Jong Tae-se   | Kawasaki Frontale (JPN) | 02.03.1984 | 3        | 0        | 0        | 0        | 0        |
| Trainer       |               |                         |            |          |          |          |          |          |
|               | Kim Jong-hun  |                         | 01.09.1956 |          |          |          |          |          |

## Vorrunde
| Rang | Land           | Tore | Punkte |
| ---- | -------------- | ---- | ------ |
| 1    | Brasilien      | 5:2  | 7      |
| 2    | Portugal       | 7:0  | 5      |
| 3    | Elfenbeinküste | 4:3  | 4      |
| 4    | Nordkorea      | 1:12 | 0      |

In der Vorrunde der Weltmeisterschaft 2010 in Südafrika traf die nordkoreanische Nationalmannschaft in der Gruppe G auf Brasilien, die Elfenbeinküste und Portugal. Nachdem Nordkorea gegen den hohen Favoriten Brasilien im ersten Gruppenspiel noch ein knappes 1:2 erreichen konnte, verloren sie gegen Portugal nach unbefriedigenden Abwehrleistungen klar. Das 0:7 war nicht nur die höchste Niederlage des Turniers, sondern bedeutete auch das vorzeitige WM-Aus. Nach einer klaren Niederlage auch im letzten Spiel blieb die Mannschaft neben Kamerun das einzige Team ohne Punktgewinn und beendete das Turnier mit dem schlechtesten Ergebnis aller 32 Teilnehmerländer.
- Dienstag, 15. Juni 2010; 20:30 Uhr in Johannesburg
 Brasilien –  Nordkorea 2:1 (0:0)

- Montag, 21. Juni 2010; 13:30 Uhr in Kapstadt
 Portugal –  Nordkorea 7:0 (1:0)

- Freitag, 25. Juni 2010; 16:00 Uhr in Nelspruit
 Nordkorea –  Elfenbeinküste 0:3 (0:2)